# 2010年8月逝世人物列表
2010年逝世人物列表：1月 - 2月 - 3月 - 4月 - 5月 - 6月 - 7月 - 8月 - 9月 - 10月 - 11月 - 12月

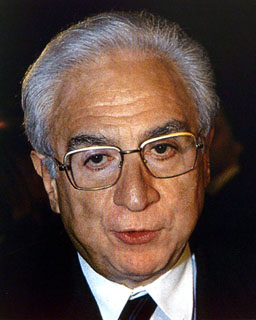
弗朗西斯科·柯塞加

2010年8月逝世人物列表，是用于汇总2010年8月期间逝世人物的列表。

## 依日期排序

### 1日
- 羅伯特·F·博伊爾（Robert F. Boyle），100歲，美國藝術總監和製作設計師（《西北偏北》、《鳥兒》、《屋頂上的小提琴手》）。[1]
- 布魯斯·加維（Bruce Garvey），70歲，英國出生的加拿大記者，肺癌。[2]
- 洛麗塔·勒布隆（Lolita Lebrón），90歲，波多黎各民族主義者。[3]
- 威廉·麥克威恩（William MacVane），95歲，美國外科醫生和政治家，緬因州波特蘭市市長（1971年）。[4]
- Stig Mårtensson，87歲，瑞典奧運自行車運動員。[5]
- K. M. Mathew，93歲，印度報紙編輯（Malayala Manorama）。[6]
- 埃裡克·廷迪爾（Eric Tindill），99歲，紐西蘭板球運動員和橄欖球聯盟球員。[7]

### 2日
- 伊恩·卡斯爾斯（Ian Castles），75歲，澳大利亞公務員，澳大利亞統計學家（1986-1994）。[8]
- 詹姆斯·亨特（James Hunter），56歲，美式橄欖球運動員（底特律雄獅隊），明顯心臟病發作。[9]
- 米奇·傑恩（Mitch Jayne），82歲，美國藍草貝斯手（The Dillards）和演員（The Andy Griffith Show），癌症。[10]
- Ole Ivar Lovaas，83歲，挪威心理學家和研究員（Lovaas技術），阿爾茨海默病。[11]
- 何塞·瑪麗亞·西爾維洛，78歲，阿根廷足球運動員。[12]
- 阿爾特米奧·維拉紐瓦，64歲，巴拉圭足球運動員 [1]
- 揚·威爾遜，66歲，英國政治家，謝菲爾德市議會領袖（1997-1999,2002-2008），肺癌。[13]
- 魯門·約爾達諾夫（Rumen Yordanov），51歲，保加利亞奧運摔跤手。[14]

### 3日
- 凱薩琳·金伯林·阿德基森（Kathleen Gemberling Adkison），93歲，美國抽象畫家。[15]
- 瑪麗蓮·巴克（Marilyn Buck），62歲，美國活動家和恐怖分子，子宮癌。[16]
- 布魯斯·科恩（Bruce M. Cohen），65歲，美國拉比，癌症。[17]
- James L. Gray，84歲，英國工程師。[18]
- 鮑比·赫布（Bobby Hebb），72歲，美國創作歌手（“Sunny”），肺癌。[19]
- 安東尼奧·蘇比拉納（Antonio Subirana），78歲，西班牙奧運水球運動員。[20]
- 諾曼·沃爾什（Norman Walsh），77歲，辛巴威空軍元帥。[21]
- 埃德蒙·齊恩塔拉（Edmund Zientara），81歲，波蘭奧運足球運動員。[22]

### 4日
- 曼努埃爾·阿約（Manuel Ayau），84歲，瓜地馬拉商人。[23]
- 羅伯特·大衛斯（Robert E. Davis），70歲，美國法學家，堪薩斯州最高法院首席大法官（2009-2010）。[24]
- 加里·詹森（Gary Johnson），57歲，美式橄欖球運動員（聖地牙哥閃電隊），中風。[25]
- 吉姆·凱南（Jim Kennan），64歲，澳大利亞律師和政治家，維多利亞州副總理（1990-1992），癌症。[26]
- 亨利·拉迪（Henry A. Lardy），92歲，美國生物化學家。[27]
- Daikirin Takayoshi，68歲，日本相撲選手，胰腺癌。[28]

### 5日
- 羅伯特·貝克·艾特肯（Robert Baker Aitken），93歲，美國禪宗佛教老師，肺炎。[29]
- 戈弗雷·比奈薩，90歲，烏干達政治家，總統（1979-1981）。[30]
- 弗朗西斯科·瑪麗亞·岡薩雷斯，92歲，墨西哥羅馬天主教主教。[31]
- 蘇·納皮爾（Sue Napier），62歲，澳大利亞政治家，塔斯馬尼亞反對黨領袖（1999-2001），乳腺癌。[32]
- Jürgen Oesten，96歲，德國海員，二戰期間的U艇指揮官。[33]
- 尤里·希什洛夫（Yuri Shishlov），65歲，俄羅斯足球教練，射門。[34]

### 6日
- 烏爾圖斯·阿爾瓦雷斯，78歲，古巴棒球運動員。[35]
- 卡西爾達·博爾赫斯·巴博薩（Cacilda Borges Barbosa），96歲，巴西電子音樂家。[36]
- 朱利安·貝薩格（Julian Besag），65歲，英國統計學家。[37]
- 鯰魚柯林斯，66歲，美國吉他手（James Brown，Bootsy's Rubber Band，Parliament-Funkadelic），癌症。 [38]
- David C. Dolby，64歲，美國士兵，榮譽勳章獲得者。[39]
- 弗雷德里克·埃裡克森（Fredrik Ericsson），35歲，瑞典登山家，在K2上墜落事故。[40]
- 康斯坦丁·吉爾馬（Constantin Guirma），90歲，布吉納法索天主教主教，卡亞主教（1969-1996）。[41]
- Tony Judt，62歲，英國歷史學家，肌萎縮側索硬化症。[42]
- 約翰·路易士·曼西（John Louis Mansi），83歲，英國演員，肺癌。[43]
- 傑夫·麥克萊恩（Jeff McLean），62歲，澳大利亞橄欖球運動員，癌症。[44]
- 克努特·奧斯特比，87歲，挪威短距離皮划艇運動員，奧運會銀牌得主（1948年）。[45]
- 傑克·菲普斯（Jack Phipps），84歲，英國藝術行政人員。[46]

### 7日
- 羅伯托·坎托拉爾（Roberto Cantoral），75歲，墨西哥作曲家，心臟病發作。[47]
- 布魯諾·克雷默（Bruno Cremer），80歲，法國演員（《巴黎在燃燒嗎？》《巫師》《梅格雷特》）。[48]
- Keith Drumright，55歲，美國棒球運動員（休斯頓太空人隊，奧克蘭田徑隊）。[49]
- 傑里·弗林特（Jerry Flint），79歲，美國汽車記者（福布斯），中風。[50]
- 列昂尼德·戈爾賓科，71歲，俄羅斯政治家，加里寧格勒州州長（1996-2000）。[51]
- 亞歷克斯·約翰斯（Alex Johns），43歲，美國電影製片人（《螞蟻惡霸》）和電視製片人（《未來未來》），長期患病。[52]
- 約翰·內爾德，85歲，英國統計學家，皇家統計學會會長（1985-1986）。[53]
- 維爾納·溫特（Werner Winter），86歲，德國語言學家。[54]

### 8日
- Sikandar Alam，71歲，印度歌手。[55]
- 亞歷山大·博科維科夫，53歲，俄羅斯政治家，鄂溫克自治區州長（1997-2001），心臟病發作。[56]
- 肯·博耶斯（Ken Boyes），75歲，英格蘭足球運動員（約克城足球俱樂部）。[57]
- 查理·達沃（Charlie Davao），75歲，菲律賓演員，結直腸癌。[58]
- 大衛·迪克森（David Dixon），87歲，美國商人，美國橄欖球聯盟創始人。[59]
- 艾倫·邁爾斯（Alan Myers），77歲，英國翻譯。[60]
- 派特裡夏·尼爾（Patricia Neal），84歲，美國女演員，（Hud，蒂凡尼的早餐，地球靜止的那一天），奧斯卡獎得主（1964年），肺癌。[61]
- 傑克·帕內爾（Jack Parnell），87歲，英國音樂家和樂隊領隊（布偶秀），癌症。[62]
- 伯恩哈德·菲爾伯斯，83歲，德國物理學家、工程師、哲學家和神學家。[63]
- 馬修·西蒙斯（Matthew Simmons），67歲，美國商人和經濟學家。[64]
- Massamasso Tchangai，32歲，多哥足球運動員，短暫生病後。[65]

### 9日
- Tab Baker，49歲，美國演員（Save the Last Dance，The Ice Harvest，Prison Break），心臟病發作。[66]
- 萊赫·博古舍維奇，71歲，波蘭奧運運動員。[67]
- 喬治·迪森佐（George DiCenzo），70歲，美國角色演員（《第三類親密接觸》《赫爾特·斯凱特》）和配音演員（《She-Ra：權力公主》），敗血症。[68]
- 費爾南多·費爾南德斯（Fernando Fernández），70歲，西班牙插畫家和漫畫家，長期患病。[69]
- 羅賓·沃里克·吉布森（Robin Warwick Gibson），66歲，英國藝術史學家。[70]
- 吉恩·赫爾曼斯基（Gene Hermanski），90歲，美國棒球運動員（布魯克林道奇隊）。[71]
- Calvin “Fuzz” Jones，84歲，美國藍調貝斯手和歌手。[72]
- James C. Keck，86歲，美國物理學家和工程師。[73]
- 赫伯特·基什納（Herbert Kirschner），85歲，德國奧運短距離皮划艇運動員。[74]
- 傑伊·拉金（Jay Larkin），59歲，美國電視拳擊主管（Showtime），腦瘤。[75]
- 哈裡·林德巴克（Harry Lindbäck），83歲，瑞典奧運短距離皮划艇運動員。[76]
- Paul K. Longmore，64歲，美國歷史學家和殘疾人活動家。[77]
- 瑪麗亞姆·巴哈魯姆（Mariam Baharum），75歲，新加坡女演員，自然原因。[78]
- 胡安·馬里沙爾（Juan Marichal），88歲，西班牙歷史學家。[79]
- 保羅·米爾斯坦（Paul Milstein），88歲，美國房地產開發商。[80]
- 羅伊·平尼（Roy Pinney），98歲，美國爬蟲學家、攝影師、戰地記者和作家。[81]
- 羅納德·里德-戴利（Ronald Reid-Daly），83歲，南非陸軍軍官（羅得西亞軍隊），塞盧斯童子軍的創始人和指揮官。[82]
- 泰德·史蒂文斯（Ted Stevens），86歲，美國政治家，阿拉斯加參議員（1968-2009），“管子系列”一詞的發明者，2010年阿拉斯加飛機失事的受害者。[83]
- 瑪麗·安妮·沃倫（Mary Anne Warren），63歲，美國哲學家和學者。[84]
- 約翰·亞列姆科（John Yaremko），91歲，加拿大政治家，貝爾伍茲（Bellwoods）的MPP（1951-1975）。[85]

### 10日
- 羅恩·艾倫（Ron Allen），62歲，美國詩人和劇作家。[86]
- 戈登·羅伯遜·卡梅倫（Gordon Robertson Cameron），88歲，加拿大政治家，育空地區專員（1962-1966）。[87]
- 布萊恩·克拉克（Brian Clark），67歲，英格蘭足球運動員（卡迪夫城足球俱樂部），長期患病。[88]
- 達娜·道森（Dana Dawson），36歲，美國女演員和歌手，結直腸癌。[89]
- 塞穆斯·多蘭，95歲，愛爾蘭政治家，Teachta Dála（1961-1965）和參議員（1965-1969,1973-1982）。[90]
- 瑪麗·德·加裡斯（Marie de Garis），100歲，根西島作家。[91]
- 斯拉夫科·科萊蒂奇，60歲，克羅埃西亞奧運摔跤手。[92]
- 安東尼奧·佩蒂格魯，42歲，美國田徑教練，1991年世界冠軍和2000年奧運會短跑運動員，因藥物過量自殺。[93]
- 里奧·平托，96歲，印度曲棍球運動員，奧運會金牌得主（1948年）。[94]
- 89歲的塞爾瑪·普雷斯曼（Thelma Pressman）是美國微波烹飪顧問，在美國開設了第一所微波烹飪學校。[95]
- 吉米·里德（Jimmy Reid），78歲，蘇格蘭工會會員和記者。[96]
- 阿曼多·羅伯斯·戈多伊（Armando Robles Godoy），87歲，秘魯電影導演，心力衰竭。[97]
- Radomír Šimůnek， Sr.，48歲，捷克賽車手，肝硬化。[98]
- 亞當·斯坦斯菲爾德，31歲，英格蘭足球運動員（埃克塞特城足球俱樂部），結直腸癌。[99]
- 雪麗·湯姆森（Shirley Thomson），80歲，加拿大藝術行政人員，心臟病發作。[100]
- David L. Wolper，82歲，美國電影和電視製片人（《北方與南方》、《根》、《荊棘鳥》），心力衰竭和帕金森病。[101]

### 11日
- Gretel Beer，89歲，出生於奧地利的英國烹飪家和旅行作家。[102]
- 大衛·赫爾（David Hull），75歲，美國哲學家，胰腺癌。[103]
- 傑弗里·詹森-史密斯爵士，86歲，英國政治家，霍爾本和聖潘克拉斯南部（1959-1964）、東格林斯特德（1965-1983）和韋爾登（1983-2001）的議員。[104]
- 內莉·金（Nellie King），82歲，美國棒球運動員和公共廣播播音員（匹茲堡海盜隊）。[105]
- Ger Lagendijk，68歲，荷蘭足球運動員（Hermes DVS）和足球經紀人，心臟病發作。[106]
- 馬庫斯·利勃海爾，62歲，瑞士商人，南安普頓足球俱樂部老闆[107]
- Kanapathy Moorthy，77歲，馬來西亞柔道運動員。[108]
- 丹·羅斯滕科夫斯基（Dan Rostenkowski），82歲，美國政治家，伊利諾伊州眾議員（1959-1995），肺癌。[109]
- 布魯諾·施萊因斯坦（Bruno Schleinstein），78歲，德國演員。[110]
- Sesenne，96歲，聖盧西亞歌手。[111]
- Lou Smit，75歲，美國警探，調查了JonBenétRamsey案，結直腸癌。[112]
- James Mourilyan Tanner，90歲，英國兒科醫生。[113]
- 羅恩·特羅特爵士（Sir Ron Trotter），82歲，紐西蘭商人，癌症。[114]
- 阿諾德·澤爾納（Arnold Zellner），83歲，美國計量經濟學家和統計學家，癌症。[115]

### 12日
- 倫·安德魯斯（Len Andrews），87歲，澳大利亞足球運動員。[116]
- 以撒·博內維茨（Isaac Bonewits），60歲，美國新異教領袖和作家，結直腸癌。[117]
- 吉多·德馬可，79歲，馬爾他政治家，總統（1999-2004），聯合國大會主席（1990）。[118]
- 勞倫斯·加德納（Laurence Gardner），67歲，英國作家和學者，長期患病後的歷史修正主義講師。[119]
- 裡奇·海沃德（Richie Hayward），64歲，美國鼓手（Little Feat），肝癌。[120]
- 曼弗雷德·洪伯格（Manfred Homberg），77歲，德國奧運拳擊手。[121]
- 安德列·金（André Kim），74歲，韓國時裝設計師，肺炎。[122]
- 維克多·克雷默（Victor Kremer），78歲，盧森堡奧運會射擊運動員。[123]
- 馬里奧·拉格（Mario Laguë），52歲，加拿大外交官，自由黨通訊主任，交通事故。[124]
- 阿圖爾·奧萊赫，70歲，波蘭拳擊手，奧運會銀牌得主（1964年，1968年）。[125]
- 安德魯·羅斯（Andrew Roth），91歲，美國出生的英國傳記作家和記者，前列腺癌。[126]
- 保羅·里安·路德（Paul Ryan Rudd），70歲，美國演員（《燈塔山》《貝茜》），胰腺癌。[127]
- 穆罕默德·阿裡·塔拉吉賈（Mohammad Ali Taraghijah），67歲，伊朗畫家。[需要引證]
- 路易士·塔斯孔，41歲，委內瑞拉政治家，國民議會議員，結直腸癌。[128]

### 13日
- 科林·法蘭索瓦·勞埃德·奧斯丁（Colin François Lloyd Austin），69歲，英國學者。[129]
- 帕納吉奧蒂斯·巴赫拉米斯，34歲，希臘足球運動員（維里亞足球俱樂部），釣魚事故。[130]
- Helen Berg，78歲，美國統計學家和政治家，俄勒岡州科瓦利斯市市長（1994-2006），腹膜間皮瘤。[131]
- 蘭斯·凱德（Lance Cade），29歲，美國職業摔跤手，（WWE、NWA、AJPW、HUSTLE）心力衰竭。[132]
- 派翠克·考文（Patrick Cauvin），77歲，法國小說家，癌症併發症。[133]
- Jacques Faivre，76歲，法國羅馬天主教主教，勒芒主教（1997-2008），心臟病發作。[134]
- 亞歷杭德羅·費佈雷羅（Alejandro Febrero），85歲，西班牙游泳運動員。[135]
- 阿爾伯特·弗羅斯特（Albert Frost），96歲，英國商人。[136]
- Steve Jordan， 71， 美國手風琴家， 肝癌併發症.[137]
- 愛德華·基恩（Edward Kean），85歲，美國電視編劇（Howdy Doody），肺氣腫併發症。[138]
- 阿爾貝托·穆勒·羅哈斯（Alberto Müller Rojas），75歲，委內瑞拉軍官和政治家，烏戈·查韋斯（Hugo Chávez）的顧問。[139]
- 埃德溫·紐曼（Edwin Newman），91歲，美國記者和新聞播音員（NBC新聞），肺炎。[140]
- 以撒·帕西（Isaac Passy），82歲，保加利亞哲學家和藝術史學家。[141]
- 菲爾·佩蒂略（Phil Petillo），64歲，美國制琴師和工程師。[142]
- Jan Reinås，66歲，挪威商人，癌症。[143]
- 大衛·羅蘭（David Rowland），86歲，美國工業設計師。[144]
- 克雷格·范·蒂爾伯里（Craig Van Tilbury），53歲，美國吉他手和國際象棋大師，心臟病發作。[145]
- Janaki Venkataraman，89歲，印度第一夫人（1987-1992），短暫患病後。[146]

### 14日
- 默文·亞歷山大（Mervyn Alexander），85歲，英國羅馬天主教主教，克利夫頓主教（1974-2001）。[147]
- 拉利斯·科普西迪斯（Rallis Kopsidis），81歲，希臘畫家。[148]
- 赫爾曼·倫納德（Herman Leonard），87歲，美國爵士樂攝影師。[149]
- 艾比·林肯（Abbey Lincoln），80歲，美國爵士歌手和女演員（For Love of Ivy，Nothing But a Man）。[150]
- 林恩·洛（Lynn Lowe），74歲，美國政治家，阿肯色州共和黨主席（1974-1980）。[151]
- Terje Stigen，88歲，挪威作家。[152]
- 謝爾曼·特裡比特（Sherman W. Tribbitt），87歲，美國政治家，特拉華州州長（1973-1977）。[153]
- 格洛麗亞·溫特斯（Gloria Winters），78歲，美國女演員（《萊利的生活》《天空之王》），肺炎併發症。[154]

### 15日
- 艾哈邁德·阿拉迪恩（Ahmad Alaadeen），76歲，美國爵士音樂家，膀胱癌。[155]
- 加齊·阿卜杜勒·拉赫曼·戈賽比（Ghazi Abdul Rahman Al Gosaibi），70歲，沙特勞工部長，長期患病。[156]
- 丹·阿維（Dan Avey），69歲，美國電臺名人，癌症。[157]
- 喬·布朗（Joe L. Brown），91歲，美國棒球主管（匹茲堡海盜隊），長期患病。[158]
- 鄧尼斯·狄龍（Denis E. Dillon），76歲，美國律師和政治家，紐約州拿騷縣地方檢察官（1974-2005），淋巴瘤。[159]
- 詹姆斯·基爾派翠克（James J. Kilpatrick），89歲，美國專欄作家和語法學家。[160]
- 菲力浦·瑪律科夫（Philip Markoff），24歲，美國謀殺嫌疑人，自殺。[161]
- 哈裡森·普萊斯（Harrison Price），89歲，美國商人，主題公園先驅。[162]
- 亞歷山大·普羅斯維爾寧，46歲，烏克蘭奧運北歐兩項滑雪運動員。[163]
- 萊昂內爾·雷加爾（Lionel Régal），35歲，法國登山賽車手，車禍。[164]

### 16日
- 約翰·艾米亞斯·亞歷山大（John Amyas Alexander），88歲，英國考古學家。[165]
- 斯滕·克裡斯特·安德森（Sten Christer Andersson），67歲，瑞典政治家。[166]
- 尼古拉·卡比博（Nicola Cabibbo），75歲，義大利物理學家，宗座科學院院長，呼吸系統疾病。[167]
- 克裡斯托弗·弗里曼（Christopher Freeman），88歲，英國經濟學家。[168]
- 迪米特裡奧斯·約阿尼迪斯（Dimitrios Ioannidis），87歲，希臘軍官，軍政府領導人。[169]
- 梅爾·雅各·基斯特（Meir Jacob Kister），96歲，以色列阿拉伯人。[170]
- 弗蘭克·里安（Frank Ryan），50歲，美國整形外科醫生，車禍。[171]
- 納拉揚·甘加拉姆·蘇爾維（Narayan Gangaram Surve），83歲，印度詩人，短暫患病後。[172]
- 鮑比·湯姆森（Bobby Thomson），86歲，蘇格蘭出生的美國棒球運動員（Shot Heard 'Round the World），長期患病。[173]

### 17日
- 弗朗切斯科·科西加（Francesco Cossiga），82歲，義大利政治家，總理（1979-1980）和總統（1985-1992），呼吸系統問題。[174]
- 弗蘭克·加蘭（Frank C. Garland），60歲，美國流行病學家，食道癌。[175]
- C. Joseph Genster，92歲，美國營銷人員（Metrecal），自然原因。[176]
- 唐·格雷厄姆（Don Graham），96歲，美國房地產開發商（阿拉莫阿納中心），肺炎。[177]
- Franc Gubenšek，72歲，斯洛維尼亞生物化學家，阿爾茨海默病。[178]
- Amin al-Hindi，70歲，巴勒斯坦國家權力機構情報局局長，胰腺癌。[179]
- 弗蘭克·克莫德爵士，90歲，英國文學評論家和作家。[180]
- 路德維克·昆德拉，90歲，捷克作家和翻譯家，雅羅斯拉夫·塞弗特獎獲得者。[181]
- 亞歷杭德羅·麥克萊恩（Alejandro Maclean），41歲，西班牙電視，電影製片人和特技飛行飛行員，飛機失事。[182]
- 弗朗索瓦·馬坎托尼（François Marcantoni），90歲，法國黑幫。[183]
- 尤金·麥克唐納（Eugene McDonnell），83歲，美國計算機科學家。[184]
- 比爾·米林（Bill Millin），88歲，英國士兵，二戰期間的風笛手。[185]
- 埃德溫·摩根（Edwin Morgan），90歲，蘇格蘭詩人，蘇格蘭人馬卡爾（The Scots Makar），肺炎。[186]
- 里卡多·何塞·韋伯伯格（Ricardo José Weberberger），70歲，奧地利出生的巴西羅馬天主教主教，巴雷拉斯主教（1979-2010）。[187]

### 18日
- 威廉·布魯爾（William Breuer），87歲，美國軍事歷史學家。[188]
- 卡洛斯·雨果，帕爾馬公爵，80歲，西班牙貴族，卡利斯特王位覬覦者，癌症。[189]
- 埃德爾米羅·卡瓦佐斯·萊亞爾，38歲，墨西哥政治家，聖地牙哥市長，被槍殺。[190]（屍體於此日發現）
- 哈爾·康諾利（Hal Connolly），79歲，美國鎚子投擲者，奧運會金牌得主（1956年），腦外傷。[191]
- 菲奧娜·科恩（Fiona Coyne），45歲，南非電視節目主持人（最薄弱的環節），疑似自殺。[192]
- Martin Dannenberg，94歲，美國二戰士兵，找到了紐倫堡法律，自然原因。[193]
- Sepp Daxenberger，48歲，德國政治家，骨髓癌。[194]
- 史蒂夫·德隆（Steve DeLong），67歲，美式橄欖球運動員（聖地牙哥閃電隊）。[195]
- 肯尼·愛德華茲（Kenny Edwards），64歲，美國創作歌手（The Stone Poneys），前列腺癌。[196]
- Rina Franchetti，102歲，義大利女演員。[197]
- 羅伯特·岡拉克（Robert Gundlach），84歲，美國物理學家和發明家。[198]
- 本傑明·卡普蘭（Benjamin Kaplan），99歲，美國法學家，馬薩諸塞州最高法院助理法官（1972-1981），肺炎。[199]
- Ryszard Kosiński，55歲，波蘭奧運短距離皮划艇運動員。[200]
- 克裡斯托弗·科瓦切維奇（Christopher Kovacevich），82歲，美國東正教主教，利伯蒂維爾和芝加哥大都會，癌症。[201]
- Mario G. Obledo，78歲，美國政治家和活動家，MALDEF的聯合創始人，心臟病發作。[202]
- 魯道夫·薩拉斯（Rodolfo Salas），82歲，秘魯奧運籃球運動員。[203]
- 埃弗拉伊姆·塞維拉，82歲，俄羅斯作家和編劇。[204]
- Rod Shealy，56歲，美國政治顧問，腦溢血。[205]
- Subair，48歲，印度演員，心臟病發作。[206]
- 赫克托·貝拉斯克斯（Héctor Velásquez），58歲，智利奧運拳擊手，中風。[207]
- 威廉·威爾遜（William Wilson），97歲，英國律師和政治家（1964-1974年考文垂南部議員，1974-1983年考文垂東南區議員）。[208]

### 19日
- 斯坎多爾·阿克巴，75歲，美國職業摔跤手和摔跤經理。[209]
- Mitsuo Aoki，95歲，美國神學家。[210]
- 邁克爾·比恩（Michael Been），60歲，美國音樂家（《呼喚》）和演員（《基督最後的誘惑》），心臟病發作。[211]
- 格哈德·貝爾（Gerhard Beil），84歲，東德政治家。[212]
- 澤農·博爾特克維奇，73歲，亞塞拜然奧運會銅牌得主（1964年）水球運動員。[213]
- Ahna Capri，66歲，美國女演員（《馴龍高手》），車禍。[214]
- 傑克遜·吉利斯（Jackson Gillis），93歲，美國電視編劇（哥倫布，佩里梅森），肺炎。[215]
- 蘇珊娜·格羅斯曼（Suzanne Grossmann），72歲，美國女演員和電視編劇，慢性阻塞性肺病。[216]
- David D. Kpormakpor，74歲，利比瑞亞政治家，臨時國務委員會主席（1994-1995）。[217]
- 迪克·馬婁尼（Dick Maloney），77歲，加拿大歌手。[218]
- 喬·馬修斯（Joe Matthews），81歲，活動家和政治家。（出生 1929）[219]
- Anker Sørensen，84歲，丹麥電影剪輯師和導演。[220]

### 20日
- Pramarn Adireksarn，96歲，泰國軍官和政治家，血液感染。[221]
- 約翰尼·貝利（Johnny Bailey），43歲，美式橄欖球運動員（芝加哥熊隊，亞利桑那紅雀隊），胰腺癌。[222]
- 卡里斯·班尼斯特（Carys Bannister），74-75歲，英國神經外科醫生。[223]
- 詹姆斯·杜格，88歲，愛爾蘭政治家和學者，參議員（1961-1977;1981-1987），外交部長（1981-1982）。[224]
- 撒母耳·高曼（Samuel Gaumain），95歲，法國羅馬天主教主教，蒙杜主教（1960-1974）。[225]
- 吉達·漢森（Gyda Hansen），72歲，丹麥女演員，癌症。[226]
- 傑克·霍克海默（Jack Horkheimer），72歲，美國公共電視節目主持人（Jack Horkheimer： Star Gazer），邁阿密天文館執行董事，呼吸系統疾病。[227]
- 撒母耳·萊托寧（Samuel Lehtonen），89歲，芬蘭路德宗主教，赫爾辛基主教。[228]
- 蒂貝里奧·莫爾吉亞（Tiberio Murgia），81歲，義大利演員。[229]
- 康妮·穆斯（Conny Mus），59歲，荷蘭記者，心臟驟停。[230]
- 查理斯·羅伯茨（Charles S. Roberts），80歲，美國遊戲設計師和鐵路歷史學家。[231]
- 弗朗茨·舒爾曼（Franz Schurmann），84歲，美國太平洋新聞社創始人，冷戰時期中國、阿爾茨海默病和帕金森病問題專家。[232]
- 霍華德·博伊德·特倫廷（Howard Boyd Turrentine），96歲，美國加州南區地方法院高級（前首席）法官。[233]
- 大衛·韋伯（David J. Weber），69歲，美國歷史學家，美國西南部多發性骨髓瘤作家。[234]

### 21日
- 阿爾貝托·阿布隆迪（Alberto Ablondi），85歲，義大利羅馬天主教主教，里窩那主教（1970-2000）。[235]
- Magomedali Vagabov，35歲，恐怖分子，Vilayat Dagestan領導人，高加索酋長國最高Quadi，被俄羅斯軍隊殺害。
- 格奧爾基·阿波斯托爾，97歲，羅馬尼亞政治家，羅馬尼亞共產黨總書記（1954-1955）。[236]
- Calvin Blignault，30歲，南非機械工程師，交通事故。[237]
- 薩奇·大衛森（Satch Davidson），75歲，美國棒球裁判（國家聯盟）。[238]
- 南希·多爾曼（Nancy Dolman），58歲，加拿大女演員（肥皂），馬丁·肖特（Martin Short）的妻子，自然原因。[239]
- 哈羅德·道（Harold Dow），62歲，美國電視新聞記者（48小時），哮喘。[240]
- 魯道夫·恩里克·福格威爾（Rodolfo Enrique Fogwill），69歲，阿根廷作家，肺癌。[241]
- Melody Gersbach，24歲，菲律賓選美皇后，Binibining Pilipinas International（2009年），車禍。[242]
- Chloé Graftiaux，23歲，比利時攀岩運動員，登山事故。[243]
- 雨果·格雷羅·馬蒂尼茨（Hugo Guerrero Marthineitz），86歲，秘魯記者、評論員和電臺主持人，心臟驟停。[244]
- 彼得·格溫-鐘斯爵士，70歲，英國先驅，嘉德首席武器之王（1995-2010）。[245]
- Masaru Nashimoto，65歲，日本記者，肺癌。[246]
- 克裡斯托夫·施林格塞夫（Christoph Schlingensief），49歲，德國電影和戲劇導演，肺癌。[247]
- 拉赫達爾·本·托巴爾，阿爾及利亞政治家。[248]

### 22日
- A. K. Veerasami，84歲，印度電影演員。[249]
- 勞爾·貝倫，79歲，阿根廷足球運動員。[250]
- 斯捷潘·博貝克，86歲，南斯拉夫足球運動員（1950年和1954年國際足聯世界盃，1948年和1952年奧運會銀牌得主）。[251]
- 格奧爾基·菲亞特，81歲，羅馬尼亞奧運會銅牌得主（1952年）拳擊手。[252]
- Raymond Hawkey，80歲，英國平面設計師。[253]
- 羅伯特·英格索爾（Robert S. Ingersoll），96歲，美國政治家，負責東亞和太平洋事務的助理國務卿（1974年），副國務卿（1974-1976年）。[254]
- Bengt Lindroos，91歲，瑞典建築師（Kaknästornet）。[255]
- 唐納德·梅特蘭爵士，88歲，英國外交官。[256]
- 蜜雪兒·蒙蒂尼亞克（Michel Montignac），66歲，法國營養學家，蒙蒂尼亞克飲食法的創造者。[257]
- 康妮·斯圖爾特（Conny Stuart），96歲，荷蘭歌手和演員。[258]

### 23日
- 馬塞爾·阿爾伯特（Marcel Albert），92歲，法國飛行員，二戰飛行王牌。[259]
- 蒂托·伯恩斯（Tito Burns），89歲，英國音樂家，前列腺癌。[260]
- Kihachirō Kawamoto，85歲，日本木偶設計師和動畫師。[261]
- 戴夫·麥克爾哈頓（Dave McElhatton），81歲，美國電視新聞主播，中風併發症。[262]
- 卡洛斯·門多（Carlos Mendo），77歲，西班牙記者，《國家報》創始人，長期患病。[263]
- 娜塔莉·內文斯（Natalie Nevins），85歲，美國歌手（勞倫斯·韋爾克秀），髖關節手術併發症。[264]
- 比爾·菲力浦斯（Bill Phillips），74歲，美國鄉村音樂歌手。[265]
- 喬治·史密斯，93歲，美國政治家和法學家，喬治州副州長（1967-1971），喬治州最高法院（1981-1991）。[266]
- 喬治·大衛·韋斯（George David Weiss），89歲，美國作曲家（《多麼美好的世界》，《情不自禁墜入愛河》，《獅子今夜入睡》），自然原因。[267]
- 加雷斯·威廉姆斯（Gareth Williams），31歲，英國情報官員（GCHQ借調到軍情六處）。[268]（屍體於此日被發現）

### 24日
- 道格拉斯·阿姆達爾（Douglas K. Amdahl），91歲，美國法學家，明尼蘇達州最高法院首席大法官（1981-1989）。[269]
- Barkhad Awale Adan，約60歲，索馬里記者，被槍殺。[270]
- 邁克森特·科利，60歲，塞內加爾羅馬天主教主教，濟金紹爾主教（自1995年起）。[271]
- 伊迪裡斯·繆斯·埃爾米，索馬里政治家，過渡聯邦議會議員，穆納旅館襲擊事件的受害者。[272]
- Geddi Abdi Gadid，索馬里政治家，過渡聯邦議會議員，Muna旅館襲擊事件的受害者。[272]
- 皮埃爾·瑪麗·加盧瓦（Pierre Marie Gallois），99歲，法國準將和地緣政治家。[273]
- Satoshi Kon，46歲，日本電影導演（《完美藍》《東京教父》《辣椒粉》），胰腺癌。[274]
- 格雷厄姆·利金斯爵士（Sir Graham Liggins），84歲，紐西蘭科學家，長期患病。[275]
- 伊恩·麥克杜格爾（Ian McDougall），65歲，加拿大電視製片人，突發性心力衰竭。[276]
- Bulle Hassan Mo'allim，索馬里政治家，過渡聯邦議會議員，Muna旅館襲擊事件的受害者。[272]
- 斯科蒂·莫伊蘭（Scotty Moylan），94歲，關島商人和企業家。[277]
- 弗拉基米爾·姆斯里安（Vladimir Msryan），72歲，亞美尼亞演員。[278]
- Mohamed Hassan M. Nur，索馬里政治家，過渡聯邦議會議員，Muna旅館襲擊事件的受害者。[272]
- 阿卡西奧·羅德裡格斯·阿爾維斯（Acácio Rodrigues Alves），85歲，巴西羅馬天主教主教，帕爾馬雷斯主教（1962-2000）。[279]
- William B. Saxbe，94歲，美國政治家，俄亥俄州參議員（1969-1974）和司法部長（1974-1975），胰腺癌。[280]
- Mitsuyo Seo，98歲，日本動畫師。[281]
- 吉布森·西班達（Gibson Sibanda），66歲，辛巴威政治家，癌症。[282]

### 25日
- 丹尼爾·大衛森（Daniel P. Davison），85歲，美國銀行家兼董事長（摩根大通，佳士得，大都會博物館，伯靈頓北部），胰腺癌。[283]
- 埃絲特·厄爾（Esther Earl），16歲，美國活動家和視頻博主，甲狀腺癌。[284]
- Andrew S. C. Ehrenberg，84歲，英國營銷科學家。[285]
- Norm McAtee，89歲，加拿大冰球運動員。[286]
- 霍華德·麥克迪亞米德（Howard McDiarmid），83歲，加拿大醫生和政治家，癌症。[287]
- 克萊夫·米切爾（Clive Mitchell），91歲，澳大利亞政治家，維多利亞州立法委員會成員（1968-1973）。[288]
- 海梅·普列托·阿馬亞，69歲，哥倫比亞羅馬天主教主教，巴蘭卡韋梅哈主教（1993-2008年）和庫庫塔主教（自2008年起）。[289]

### 26日
- 弗蘭克·鮑姆加特爾（Frank Baumgartl），55歲，德國奧運會銅牌得主（1976年）障礙賽選手，心力衰竭。[290]
- 約翰·卡雷法-斯馬特，95歲，塞拉利昂政治家，外交部長（1961-1964）。[291]
- 史蒂夫·勞爾，46歲，所羅門群島政治家。[292]
- William B. Lenoir，71歲，美國NASA宇航員，頭部受傷。[293]
- 鮑勃·梅特蘭（Bob Maitland），86歲，英國奧運銀牌得主（1948年），自行車運動員，心臟病發作。[294]
- 卡爾·麥克利什（Cal McLish），84歲，美國棒球運動員。[295]
- 雷蒙·帕尼卡（Raimon Panikkar），91歲，西班牙神學家。[296]
- 傑克·彼特尼（Jack Pitney），47歲，美國行銷主管（寶馬北美公司），Mini Cooper拖拉機事故的贊助者。[297]
- 魯斯圖姆·羅伊（Rustum Roy），86歲，印度物理學家。[298]
- Charlotte Tansey，88歲，加拿大教育家。[299]
- 沃爾特·沃爾夫魯姆（Walter Wolfrum），87歲，德國二戰德國空軍戰鬥機王牌。[300]

### 27日
- 胡安·阿塞維多·帕韋斯（Juan Acevedo Pavez），95歲，智利政治家。[301]
- 托尼·博恩（Tony Borne），84歲，美國職業摔跤手。[302]
- 約翰·卡爾霍恩（John Calhoun），85歲，美國奧運跳水運動員。[303]
- Fermo Camellini，95歲，義大利出生的法國公路自行車賽車手。[304]
- Corinne Day，48歲，英國攝影師（Vogue），腦瘤。[305]
- 安東·吉辛克，76歲，荷蘭柔道運動員，1964年奧運會金牌得主，國際奧會委員。[306]
- 伯納德·戈德堡（Bernard Goldberg），84歲，美國商人，阿爾茨海默病Raymour&Flanigan的聯合創始人。[307]
- 漢娜·格拉格斯（Hanna Grages），87歲，德國奧運體操運動員。[308]
- 喬治·希區柯克，96歲，美國詩人和出版商。[309]
- 伊萬·伊萬諾夫，73歲，保加利亞奧運摔跤手。[310]
- Marampudi Joji，67歲，印度羅馬天主教主教，海得拉巴大主教（自2000年起），心臟驟停。[311]
- 拉文德拉·凱勒卡爾（Ravindra Kelekar），85歲，印度作家、詩人和活動家，在短暫生病後。[312]
- 安德魯·麥金托什（Andrew McIntosh），哈林蓋的麥金托什男爵（Baron McIntosh），77歲，英國政治家和終身同齡人，大倫敦議會成員（1973-1983），衛隊隊長（1997-2003）。[313]
- 奧斯卡·恩特瓦加（Oscar Ntwagae），33歲，南非足球運動員，被汽車撞倒。[314]
- 西蒙娜·斯卡蒂齊（Simone Scatizzi），79歲，義大利羅馬天主教主教，菲耶索萊（1977-1981）和皮斯托亞（1981-2006）主教。[315]
- 科林·坦南特（Colin Tennant），第三代葛籣康納男爵（Baron Glenconner），83歲，蘇格蘭貴族，Mustique的開發商。[316]
- Luna Vachon，48歲，加拿大職業摔跤手，吸毒過量。[317]
- Sigurd Verdal，83歲，挪威政治家。[318]
- 小湯瑪斯·懷特（Thomas White， Jr.），71歲，美國政治家，紐約市議會議員（1992-2001年，自2006年起）。[319]

### 28日
- 穆罕默德·哈桑·艾哈邁迪·法奇（Mohammad Hassan Ahmadi Faqih），58-59歲，伊朗大阿亞圖拉。[320]
- 基思·巴蒂（Keith Batey），91歲，二戰期間的英國密碼破譯者。[321]
- Pietro Chiodini，76歲，義大利自行車手。[322]
- 丹尼爾·杜卡姆（Daniel Ducarme），56歲，比利時政治家，布魯塞爾首都大區部長兼總統（2003-2004），癌症。[323]
- 威廉·福斯特（William P. Foster），91歲，美國軍樂隊總監（佛羅里達農工大學）。[324]
- 約翰·弗里伯恩（John Freeborn），90歲，二戰期間的英國戰鬥機飛行員和飛行王牌，與年齡有關的併發症。[325]
- 希南·哈薩尼，88歲，科索沃作家和政治家，南斯拉夫總統（1986-1987）。[326]
- Isa Bakar，58歲，馬來西亞足球運動員。[327]
- Augoustinos Kantiotes，103歲，弗洛里納希臘東正教大都會（1967-2000），腎功能衰竭。[328]
- Robin Loh，81歲，新加坡商人，昆士蘭州Robina的創始人，呼吸困難。[329]
- 理查·皮克爵士，96歲，英國海軍上將。[330]
- 比爾·斯特魯姆，72歲，美國冰壺世界冠軍。[331]

### 29日
- A. C. Baantjer，86歲，荷蘭作家。[332]
- 路易士·巴斯蒂德，67歲，馬里法官和外交官，最高法院院長。[333]
- 托蒂·科恩（Totti Cohen），78歲，澳大利亞教育活動家。[334]
- 詹姆斯·多特（James Deuter），71歲，美國演員（美國職業大聯盟早期版）。[335]
- 阿裡·費爾南德斯（Ary Fernandes），79歲，巴西電影製片人，中風。[336]
- 格溫·蓋茲（Gwen Gaze），95歲，澳大利亞出生的美國女演員（《我報導戰爭》）。[337]
- 洛厄爾·傑克（Lowell Jack），85歲，美國歷史學家和廣播員，癌症患者。[338]
- 彼得·倫茨（Peter Lenz），13歲，美國摩托車賽車手，賽道撞車。[339]
- 維多利亞·朗利（Victoria Longley），49歲，澳大利亞女演員，乳腺癌患者。[340]

### 30日
- 海羅·阿尼巴爾·尼諾（Jairo Aníbal Niño），68歲，哥倫比亞作家。[341]
- J. C. Bailey，27歲，美國職業摔跤手，腦動脈瘤。[342]
- Dejene Berhanu，29歲，衣索比亞奧運選手，自殺身亡。[343]
- 佛蘭克林·布裡托（Franklin Brito），49歲，委內瑞拉農業生產者和抗議者，因絕食而挨餓。[344]
- Louis Calebout，82歲，比利時奧運拳擊手。[345]
- 阿蘭·科爾諾（Alain Corneau），67歲，法國電影製片人，癌症患者。[346]
- Henryk Czapczyk，88歲，波蘭足球運動員。[347]
- 派翠克·多爾蒂（Patrick Dougherty），78歲，澳大利亞羅馬天主教主教，巴瑟斯特主教（1983-2008）。[348]
- 默特爾·愛德華茲（Myrtle Edwards），89歲，澳大利亞板球運動員和壘球運動員。[349]
- 歐文·愛德華茲（Owen Edwards），76歲，英國電視台高管，BBC威爾士總監（1974-1981）。[350]
- 拉克什曼·賈亞科迪（Lakshman Jayakody），80歲，斯裡蘭卡政治家，佛教事務部長（1994-2000年），短暫患病。[351]
- 尼古拉斯·萊爾（Nicholas Lyell），馬基亞特男爵（Baron Lyell），71歲，英國政治家，國會議員（1979-2001），副檢察長（1987-1992），總檢察長（1992-1997）和終身伴侶，癌症。[352]
- 吉姆·麥克拉倫（Jim MacLaren），47歲，美國鐵人三項運動員。[353]
- 歐文·洛克曼（Irvin Rockman），72歲，澳大利亞政治家和商人，墨爾本市長（1977-1979），眼癌。[354]
- 米哈伊爾·薩多（Mikhail Sado），76歲，俄羅斯亞述持不同政見者，政治家和學者。[355]
- 菲力浦·蒂森（Philip Tisson），24歲，聖盧西亞足球運動員，射門。[356]
- 林恩·特納（Lynn Turner），42歲，美國殺人犯，因過量服用處方藥而自殺。[357]
- 弗朗西斯科·瓦拉洛，100歲，阿根廷足球運動員，1930年國際足聯世界盃最後一位倖存的參與者。[358]

### 31日
- 萬斯·布爾加利（Vance Bourjaily），87歲，美國小說家。[359]
- Laurent Fignon，50歲，法國公路自行車賽車手，1983年和1984年環法自行車賽冠軍，肺癌。[360]
- Jean-Marie Kélétigui，78歲，象牙海岸卡蒂奧拉名譽主教。[361]
- Gail Koff，65歲，美國律師，Jacoby & Meyers律師事務所合夥人，患有白血病。[362]
- 米克·拉利（Mick Lally），64歲，愛爾蘭演員（《葛籣羅》《凱爾斯的秘密》《亞歷山大》），心力衰竭和肺氣腫。[363]
- 安德列亞斯·米奧利斯（Andreas Miaoulis），72歲，希臘籃球主管，癌症。[364]
- 肯·奧爾薩蒂（Ken Orsatti），78歲，美國演員工會導演（1981-2000），肺部疾病。[365]
- 弗拉基米爾·雷茨（Vladimir Raitz），88歲，俄羅斯出生的英國企業家。[366]
- 席德·羅爾（Sid Rawle），64歲，英國活動家。[367]
- John Rowswell，55歲，加拿大政治家，安大略省蘇聖瑪麗市市長。[368]
- 弗拉基米爾·什庫德羅夫，80歲，保加利亞天文學家、政治家、教授和校長。[369]
- 傑夫·烏爾伯格斯（Jef Ulburghs），88歲，比利時牧師和政治家。[370]